# Гуапи
Гуапи (исп. Guapi) — город и муниципалитет на юго-западе Колумбии, на территории департамента Каука. Входит в состав Западной провинции.

## История
Поселение, из которого позднее вырос город, было основано 11 декабря 1772 года. Муниципалитет Гуапи был выделен в отдельную административную единицу в 1872 году.

## Географическое положение

Муниципалитет Гуапи

Город расположен в западной части департамента, в пределах Тихоокеанской низменности, на левом берегу реки Гуапи, на расстоянии приблизительно 137 километров к западу от города Попаян, административного центра департамента. Абсолютная высота — 3 метра над уровнем моря.
Муниципалитет Гуапи граничит на севере с территорией муниципалитета Тимбики, на востоке — с муниципалитетом Архелия, на юге и западе — с территорией департамента Нариньо, на северо-западе омывается водами Тихого океана. Площадь муниципалитета составляет 2681 км².

## Население
По данным Национального административного департамента статистики Колумбии, совокупная численность населения города и муниципалитета в 2015 году составляла 29 722 человека.
Динамика численности населения муниципалитета по годам:
| 2005   | 2006   | 2007   | 2008   | 2009   | 2010   | 2011   | 2012   | 2013   | 2014   | 2015   |
| ------ | ------ | ------ | ------ | ------ | ------ | ------ | ------ | ------ | ------ | ------ |
| 28 663 | 28 794 | 28 919 | 29 039 | 29 153 | 29 262 | 29 365 | 29 463 | 29 555 | 29 641 | 29 722 |

Согласно данным переписи 2005 года мужчины составляли 49,8 % от населения Гуапи, женщины — соответственно 50,2 %. В расовом отношении негры, мулаты и райсальцы составляли 97,3 % от населения города; белые и метисы — 0,4 %; индейцы — 0,3 %.
Уровень грамотности среди всего населения составлял 81,5 %.

## Экономика
64,7 % от общего числа городских и муниципальных предприятий составляют предприятия торговой сферы, 28,9 % — предприятия сферы обслуживания, 5,1 % — промышленные предприятия, 1,3 % — предприятия иных отраслей экономики.

## Транспорт
На западной окраине города расположен аэропорт.